# Pardosa krausi
Pardosa krausi este o specie de păianjeni din genul Pardosa, familia Lycosidae. A fost descrisă pentru prima dată de Roewer, 1959.
Este endemică în Tanzania. Conform Catalogue of Life specia Pardosa krausi nu are subspecii cunoscute.